# Berschweiler bei Baumholder
Berschweiler bei Baumholder település Németországban, Rajna-vidék-Pfalz tartományban. Lakosainak száma 549 fő (2023. december 31.).

## Népesség

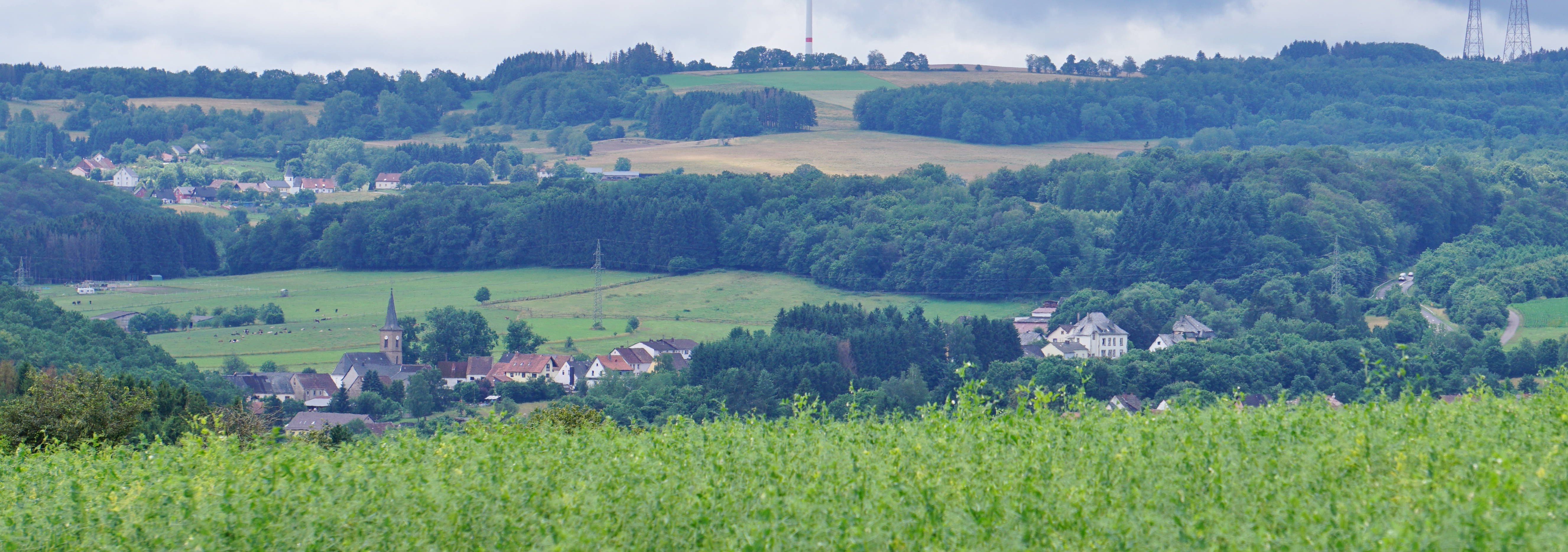
Panoráma Berschweilerről, bal oldalon Eckersweilerrel a háttérben

A település népességének változása:
| Lakosok száma | 599  | 516  | 528  | 526  | 543  | 553  | 549  |
|               | 1975 | 2014 | 2017 | 2019 | 2021 | 2022 | 2023 |